# Amsterdam shop
Amsterdam shop byla síť obchodů v České republice, která prodávala legálně drogy. Jeden z nich byl ve Stodolní ulici v Ostravě, další byly v Olomouci, Praze a dalších městech. Tyto prodejny nabízely na prodej syntetické drogy do 22. dubna 2011, kdy byl vládou Česka vydán seznam zakázaných návykových látek. Prodejny Amsterdam shop nabízely tyto drogy jako sběratelské předměty, a tím obcházely zákon.
Majitel, polský občan, Artur Slawomir Kamedula byl odsouzený ke dvěma letům vězení za šíření toxikomanie. Amnestie Václava Klause jej v roce 2013 zbavila zbytku trestu.Amnestie se ale týkala pouze trestu vězení. Soudy mu také navíc uložily i šestiletý trest vyhoštění z Česka a propadnutí finančních prostředků zajištěných na jeho účtu ve výši téměř milionu korun a 10.000 eur. 